# Від 180 і вище
«Від 180 і вище»- російський комедійний художній фільм 2005 року режисера Олександра Стриженова за мотивами оповідання Ірвіна Шоу «Невдала субота».

## Зміст
Головний герой Костянтин впевнений, що 180 см — це зріст справжніх красунь. Він працює адміністратором у фітнес-центрі. Для нього жінки зростом 180 см і вище - це не просто метричні особливості, а символ успіху чоловіка. При цьому, сам герой невисокий на зріст. Одного дня Костянтин вирішує довести всім, що може настати і його зоряний час, для цього він запрошує на побачення високу дівчину.
Використовуючи службове становище, Костя дзвонить клієнткам фітнес-клубу, але всі вони йому відмовляють. Кожна з них має власну історію і чоловіка. У підсумку, ланцюг кумедних ситуацій і збігів приводить до нього на побачення відразу всіх красунь.

## Ролі
| Актор               | Роль                    |
| ------------------- | ----------------------- |
| Євген Стичкін       | Костик                  |
| Іван Ургант         | Антон                   |
| Катерина Стриженова | Віра                    |
| Катерина Гусєва     | Оксана                  |
| Федір Бондарчук     | Савік Галкін            |
| Гоша Куценко        | Алік                    |
| Ксенія Князева      | Настя                   |
| Дар'я Корепанова    | Аня                     |
| Катерина Малікова   | Оля                     |
| Катерина Тейзе      | Нейоле, «Ялинка»        |
| Евклід Кюрдзідіс    | Зурико                  |
| Катерина Хлистова   | Катя (лейтенант міліції |
| Ольга Павловець     | Женька                  |
| Максим Лагашкін     | Ярик                    |

## Цікаві факти
- У героїні Катерини Тейзе – Нейоле / "Ялинки", литовське прізвище Адамант. Однак під час сцени на дачі, вона вичитує Ярика чисто естонською мовою:

- Te olete siga! – Ви свиня;
- Kuradi raisk! – Чорт забирай;
- Mine perse! – Іди в дупу!

- Машина Олі – Mercedes CLK з тюнінгом  від підрозділу Мерседес "Брабус"
- Антон залишає на торбині з одягом Костика записку: "Бетмен, ти найкращий". Можливо, це відсилання до серіалу "Холостяки", де героя Євгена Стичкіна Толю принцеса охрестила "Російським бетменом".
- Видно, що анкетні дані клієнтів фітнес-центру, які Костик відправляє на друк, лежать в папці 'C:\Film.
- У лейтенанта міліції Каті на формі лички, відповідні формі міліції радянських часів.

## Знімальна група
- Режисер — Олександр Стриженов
- Сценарист — Юрій Коротков
- Продюсери — Андрій Агальцов, Ренат Давлетьяров, Олександр Котелевський